# Bruno Kernen
Pour les articles homonymes, voir Bruno Kernen (homonymie).
Bruno Kernen, né le 1er juillet 1972 à Thoune, est un skieur alpin suisse. Notamment champion du monde de descente en 1997 à Sestrières et médaillé de bronze aux Jeux olympiques 2006 de Turin, il annonce sa retraite sportive en juillet 2007 à l'âge de 35 ans. Il est parfois appelé Bruno Kernen II car son cousin éloigné Bruno Kernen, né en 1961, était aussi skieur alpin.

## Biographie
Bruno Kernen naît le 1er juillet 1972 à Thoune et grandit à Reutigen, dans le canton de Berne. Il participe à ses premiers championnats du monde juniors en 1990 à Zinal (Suisse) ; il est onzième du super G, douzième de la descente et dix-huitième du slalom géant. L'année suivante, il remporte le combiné et termine troisième du super G en Norvège. Le 26 janvier 1992, il marque ses premiers points en Coupe du monde en terminant quinzième du combiné de Wengen. Au début de sa carrière, il est officiellement nommé Bruno Kernen II dans les classements de la FIS car un skieur du même nom, notamment vainqueur de la descente de Kitzbühel en 1983, concourait dans les années 1980.
En janvier 1993, à 23 ans et demi, Kernen se révèle au grand public en terminant cinquième de la descente de Veysonnaz (Suisse) malgré son dossard 52. Il termine également cinquième de la descente de Kvitfjell (Norvège) en mars. Il participe pour la première fois aux Championnats du monde en 1993, à Morioka Shizukuishi (Japon), où il est seizième de la descente. Il ne participe à aucune course pendant la saison 1993-1994 à cause d'une déchirure des ligaments.
Bruno Kernen monte pour la première fois sur le podium en Coupe du monde le 14 janvier 1996 en terminant troisième du combiné de Kitzbühel (Autriche). Il remporte ensuite les deux descentes de Veysonnaz les 19 et 20 janvier et devient le treizième skieur dans l'histoire de la Coupe du monde masculine à remporter deux descentes en deux jours sur la même piste. Il se classe douzième du classement général de la Coupe du monde 1995-1996, ce qui reste son meilleur résultat. À la fin de la saison, il est champion suisse de descente et de super G. En janvier 1997, il est troisième du combiné de Chamonix (France). Il remporte ensuite deux médailles aux Championnats du monde 1997 à Sestrières (Italie) : l'or en descente et l'argent en combiné.
En janvier 1998, Kernen est deuxième du combiné de Veysonnaz. Il participe pour la première fois aux Jeux olympiques en 1998 à Nagano, au Japon. Il termine onzième du super G. Son meilleur résultat de la saison de Coupe du monde 1998-1999 est une quatrième place à la descente de Kitzbühel. Il est cinquième du combiné et septième de la descente aux Championnats du monde 1999 à Vail, aux États-Unis. Il ne fait pas mieux que cinquième pendant la Coupe du monde 1999-2000 alors qu'il est quatrième de la descente de Val d'Isère en 2000-2001. En 2001-2002, son meilleur résultat de Coupe du monde est une septième place.
Kernen est à nouveau à son meilleur niveau pendant la saison 2002-2003. Il est troisième puis premier lors des deux descentes de Wengen les 17 et 18 janvier. Il égale son meilleur résultat avec une douzième place au classement général de la Coupe du monde. Il remporte la médaille de bronze de descente aux Championnats du monde 2003, organisés à Saint-Moritz en Suisse, six ans jour pour jour après sa première place en 1997. Lors de la saison suivante, il ne fait pas mieux que cinquième en Coupe du monde. En 2004-2005, il est une fois quatrième et deux fois cinquième lors des descentes de Coupe du monde. Il est cinquième en descente lors des championnats du monde de Bormio (Italie), il est champion suisse de descente pour la deuxième fois.
Bruno Kernen remporte la médaille de bronze de descente aux Jeux olympiques d'hiver de 2006, organisés à Turin en Italie, sur la même piste où il est devenu champion du monde en 1997. Il gagne ensuite le bronze du super-G aux championnats du monde 2007 à Åre (Suède). En mars, il chute lourdement lors de la dernière épreuve de Coupe du monde de la saison et souffre d'une commotion cérébrale, d'un nez cassé et de blessures à un genou. Se remettant difficilement de ses problèmes de ligaments à un genou, il annonce sa retraite sportive en juillet 2007 à l'âge de 35 ans.

## Palmarès

### Jeux olympiques
| Épreuve / Édition | Nagano 1998 | Salt Lake City 2002 | Turin 2006 |
| Descente          | DNF         | —                   | Bronze     |
| Super G           | 11e         | —                   | 18e        |
| Combiné           | DNF         | DNF                 | —          |

### Championnats du monde
| Épreuve / Édition | Morioka Shizukuishi 1993 | Sierra Nevada 1996 | Sestrières 1997 | Vail 1999 | St-Anton 2001 | St-Moritz 2003 | Bormio 2005 | Åre 2007 |
| Descente          | 16e                      | 17e                | Or              | 7e        | 13e           | Bronze         | 5e          | 12e      |
| Super G           | —                        | 17e                | 14e             | 17e       | —             | 8e             | 15e         | Bronze   |
| Slalom géant      | —                        | —                  | —               | —         | —             | —              | 10e         | —        |
| Combiné           | —                        | —                  | Argent          | 5e        | —             | 14e            | —           | —        |

### Coupe du monde
- Meilleur classement final : 12e en 1996 et en 2003.
- 3 victoires (3 en descente).

#### Détails des victoires
| Épreuve / Édition | Descente  |
| 1996              | Veysonnaz |
| 2003              | Wengen    |

#### Différents classements en Coupe du monde
| Année | Année | Général | Général |
| ----- | ----- | ------- | ------- |
| Année | Année | Class.  | Points  |
| 1992  | 1992  | 119e    | 22      |
| 1993  | 1993  | 34e     | 233     |
| 1995  | 1995  | 72e     | 58      |
| 1996  | 1996  | 12e     | 521     |
| 1997  | 1997  | 20e     | 394     |
| 1998  | 1998  | 24e     | 348     |
| 1999  | 1999  | 33e     | 223     |
| 2000  | 2000  | 29e     | 280     |
| 2001  | 2001  | 37e     | 204     |
| 2002  | 2002  | 35e     | 233     |
| 2003  | 2003  | 12e     | 561     |
| 2004  | 2004  | 18e     | 416     |
| 2005  | 2005  | 22e     | 357     |
| 2006  | 2006  | 19e     | 432     |
| 2007  | 2007  | 31e     | 297     |